# Nuoto ai campionati mondiali di nuoto 2013 - 200 metri rana maschili
Le qualifiche per la semifinale si sono svolte la mattina del 1º agosto 2013, mentre la semifinale si è svolta la sera dello stesso giorno. La finale, invece, si è svolta la sera del 2 agosto 2013.

## Medaglie
| Posizione | Atleta         | Paese     |
| --------- | -------------- | --------- |
| Oro       | Dániel Gyurta  | Ungheria  |
| Argento   | Marko Koch     | Germania  |
| Bronzo    | Matti Mattsson | Finlandia |

## Record
Prima della manifestazione il record del mondo (WR) e il record dei campionati (CR) erano i seguenti.
| Record mondiale       | 2'07"01 | Akihiro Yamaguchi Giappone   | 15 settembre 2012 Gifu, Giappone |
| Record dei campionati | 2'07"31 | Christian Sprenger Australia | 30 luglio 2009 Roma, Italia      |

Durante la competizione è stato battuto il seguente record:
| Data     | Evento | Atleta        | Nazione  | Tempo   | Record                |
| -------- | ------ | ------------- | -------- | ------- | --------------------- |
| 2 agosto | Finale | Dániel Gyurta | Ungheria | 2'07"23 | Record dei campionati |

## Risultati

### Batterie
| Pos. | Batteria | Corsia | Atleta                  | Nazionalità                   | Tempo   | Note |
| ---- | -------- | ------ | ----------------------- | ----------------------------- | ------- | ---- |
| 1    | 5        | 2      | Marco Koch              | Germania                      | 2'09"39 | Q    |
| 2    | 3        | 5      | Andrew Willis           | Gran Bretagna                 | 2'09"91 | Q    |
| 3    | 5        | 4      | Dániel Gyurta           | Ungheria                      | 2'09"94 | Q    |
| 4    | 3        | 7      | Matti Mattsson          | Finlandia                     | 2'10"16 | Q    |
| 5    | 3        | 4      | Akihiro Yamaguchi       | Giappone                      | 2'10"17 | Q    |
| 6    | 5        | 5      | Ryō Tateishi            | Giappone                      | 2'10"41 | Q    |
| 7    | 3        | 3      | Giedrius Titenis        | Lituania                      | 2'10"70 | Q    |
| 8    | 5        | 3      | Vjačeslav Sinkevič      | Russia                        | 2'10"82 | Q    |
| 9    | 3        | 6      | Laurent Carnol          | Lussemburgo                   | 2'10"94 | Q    |
| 10   | 4        | 8      | Tomáš Klobučník         | Slovacchia                    | 2'11"00 | Q    |
| 11   | 4        | 5      | Kevin Cordes            | Stati Uniti                   | 2'11"40 | Q    |
| 12   | 3        | 2      | Marat Amaltdinov        | Russia                        | 2'11"41 | Q    |
| 13   | 4        | 3      | Christian vom Lehn      | Germania                      | 2'11"45 | Q    |
| 14   | 4        | 4      | Michael Jamieson        | Gran Bretagna                 | 2'11"47 | Q    |
| 15   | 5        | 6      | B"J" Johnson            | Stati Uniti                   | 2'11"64 | Q    |
| 16   | 5        | 7      | Panagiōtīs Samilidīs    | Grecia                        | 2'11"71 | Q    |
| 17   | 4        | 2      | Mao Feilian             | Cina                          | 2'11"81 |      |
| 18   | 4        | 7      | Luca Pizzini            | Italia                        | 2'11"93 |      |
| 19   | 5        | 1      | Mikolaj Machnik         | Polonia                       | 2'11"98 |      |
| 20   | 3        | 1      | Sławomir Kuczko         | Polonia                       | 2'12"21 |      |
| 21   | 4        | 6      | Glenn Snyders           | Nuova Zelanda                 | 2'13"10 |      |
| 22   | 2        | 3      | Carlos Almeida          | Portogallo                    | 2'13"21 |      |
| 23   | 3        | 0      | Ashton Baumann          | Canada                        | 2'13"46 |      |
| 24   | 2        | 8      | Dmitrij Balandin        | Kazakistan                    | 2'13"53 |      |
| 25   | 5        | 0      | Jorge Murillo           | Colombia                      | 2'14"06 |      |
| 26   | 3        | 8      | Ju Jang-Hun             | Corea del Sud                 | 2'14"79 |      |
| 27   | 5        | 8      | Dimitrios Koulouris     | Grecia                        | 2'12"87 |      |
| 28   | 2        | 6      | Gal Nevo                | Israele                       | 2'14"94 |      |
| 29   | 2        | 1      | Anton Sveinn McKee      | Islanda                       | 2'15"12 |      |
| 30   | 2        | 5      | Carlos Claverie         | Venezuela                     | 2'15"76 |      |
| 31   | 4        | 1      | Ihor Borysyk            | Ucraina                       | 2'15"84 |      |
| 32   | 2        | 4      | Sandeep Sejwal          | India                         | 2'16"05 |      |
| 33   | 2        | 2      | Jakub Maly              | Austria                       | 2'16"12 |      |
| 34   | 4        | 9      | Pavel Kapylou           | Bielorussia                   | 2'16"68 |      |
| 35   | 4        | 0      | Christian Schurr Voight | Messico                       | 2'17"62 |      |
| 36   | 2        | 7      | Eladio Carrión          | Porto Rico                    | 2'17"82 |      |
| 37   | 3        | 9      | Irakli Bolkvadze        | Georgia                       | 2'18"23 |      |
| 38   | 2        | 0      | Joshua Hall             | Filippine                     | 2'19"16 |      |
| 39   | 5        | 9      | Nuttapong Ketin         | Thailandia                    | 2'19"71 |      |
| 40   | 2        | 9      | Damir Davletbaev        | Kirghizistan                  | 2'25"73 |      |
| 41   | 1        | 4      | Rezne Wong              | Isole Marianne Settentrionali | 2'23"75 |      |
| 42   | 1        | 5      | Alexandros Axiotis      | Zambia                        | 2'34"43 |      |
| 43   | 1        | 3      | Ashraf Hassan           | Maldive                       | 2'55"19 |      |

### Semifinali

#### Semifinale 1
| Pos. | Corsia | Atleta               | Nazionalità   | Tempo   | Note |
| ---- | ------ | -------------------- | ------------- | ------- | ---- |
| 1    | 4      | Andrew Willis        | Gran Bretagna | 2'09"11 | Q    |
| 2    | 6      | Vyacheslav Sinkevich | Russia        | 2'09"47 | Q    |
| 3    | 1      | Michael Jamieson     | Gran Bretagna | 2'09"62 | Q    |
| 4    | 5      | Matti Mattsson       | Finlandia     | 2'09"96 | Q    |
| 5    | 3      | Ryō Tateishi         | Giappone      | 2'10"01 | Q    |
| 6    | 8      | Panagiōtīs Samilidīs | Grecia        | 2'11"21 |      |
| 7    | 2      | Tomáš Klobučník      | Slovacchia    | 2'11"56 |      |
| 8    | 7      | Marat Amaltdinov     | Russia        | 2'13"06 |      |

#### Semifinale 2
| Pos. | Corsia | Atleta             | Nazionalità | Tempo   | Note |
| ---- | ------ | ------------------ | ----------- | ------- | ---- |
| 1    | 5      | Dániel Gyurta      | Ungheria    | 2'08"50 | Q    |
| 2    | 4      | Marco Koch         | Germania    | 2'08"61 | Q    |
| 3    | 3      | Akihiro Yamaguchi  | Giappone    | 2'10"00 | Q    |
| 4    | 7      | Kevin Cordes       | Stati Uniti | 2'10"03 |      |
| 5    | 1      | Christian vom Lehn | Germania    | 2'10"12 |      |
| 6    | 6      | Giedrius Titenis   | Lituania    | 2'10"17 |      |
| 7    | 8      | B"J" Johnson       | Stati Uniti | 2'10"79 |      |
| 8    | 2      | Laurent Carnol     | Lussemburgo | 2'11"73 |      |

### Finale
| Pos. | Corsia | Atleta               | Nazionalità   | Tempo   | Note                                   |
| ---- | ------ | -------------------- | ------------- | ------- | -------------------------------------- |
|      | 4      | Dániel Gyurta        | Ungheria      | 2'07"23 | Record dei campionati · Record europeo |
|      | 5      | Marco Koch           | Germania      | 2'08"54 |                                        |
|      | 7      | Matti Mattsson       | Finlandia     | 2'08"95 | Record nazionale                       |
| 4    | 3      | Andrew Willis        | Gran Bretagna | 2'09"13 |                                        |
| 5    | 2      | Michael Jamieson     | Gran Bretagna | 2'09"14 |                                        |
| 6    | 6      | Vyacheslav Sinkevich | Russia        | 2'09"34 |                                        |
| 7    | 1      | Akihiro Yamaguchi    | Giappone      | 2'09"57 |                                        |
| 8    | 8      | Ryō Tateishi         | Giappone      | 2'10"28 |                                        |